# 1981年美國
|        | 美國歷史 \| 美國歷史年表                                                                                                   |
| 世紀： | 19世紀美國 \| 20世紀美國 \| 21世紀美國                                                                                     |
| 年代： | 1950年代美國 \| 1960年代美國 \| 1970年代美國 \| 1980年代美國 \| 1990年代美國 \| 2000年代美國 \| 2010年代美國               |
| 年份： | 1977年美國 \| 1978年美國 \| 1979年美國 \| 1980年美國 \| 1981年美國 \| 1982年美國 \| 1983年美國 \| 1984年美國 \| 1985年美國 |
| 紀年： | 美国独立205周年 |

## 聯邦政府

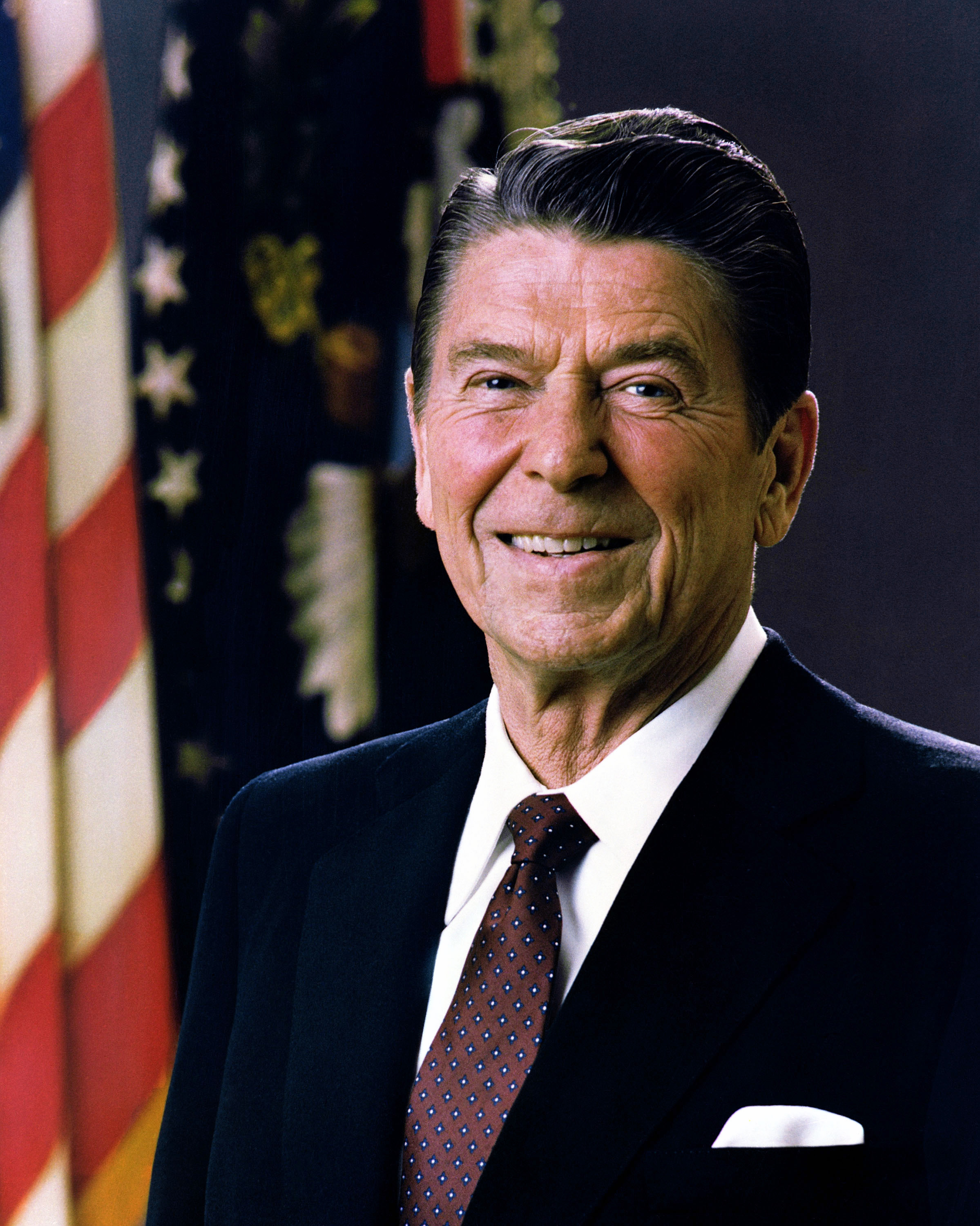
總統：罗纳德·里根
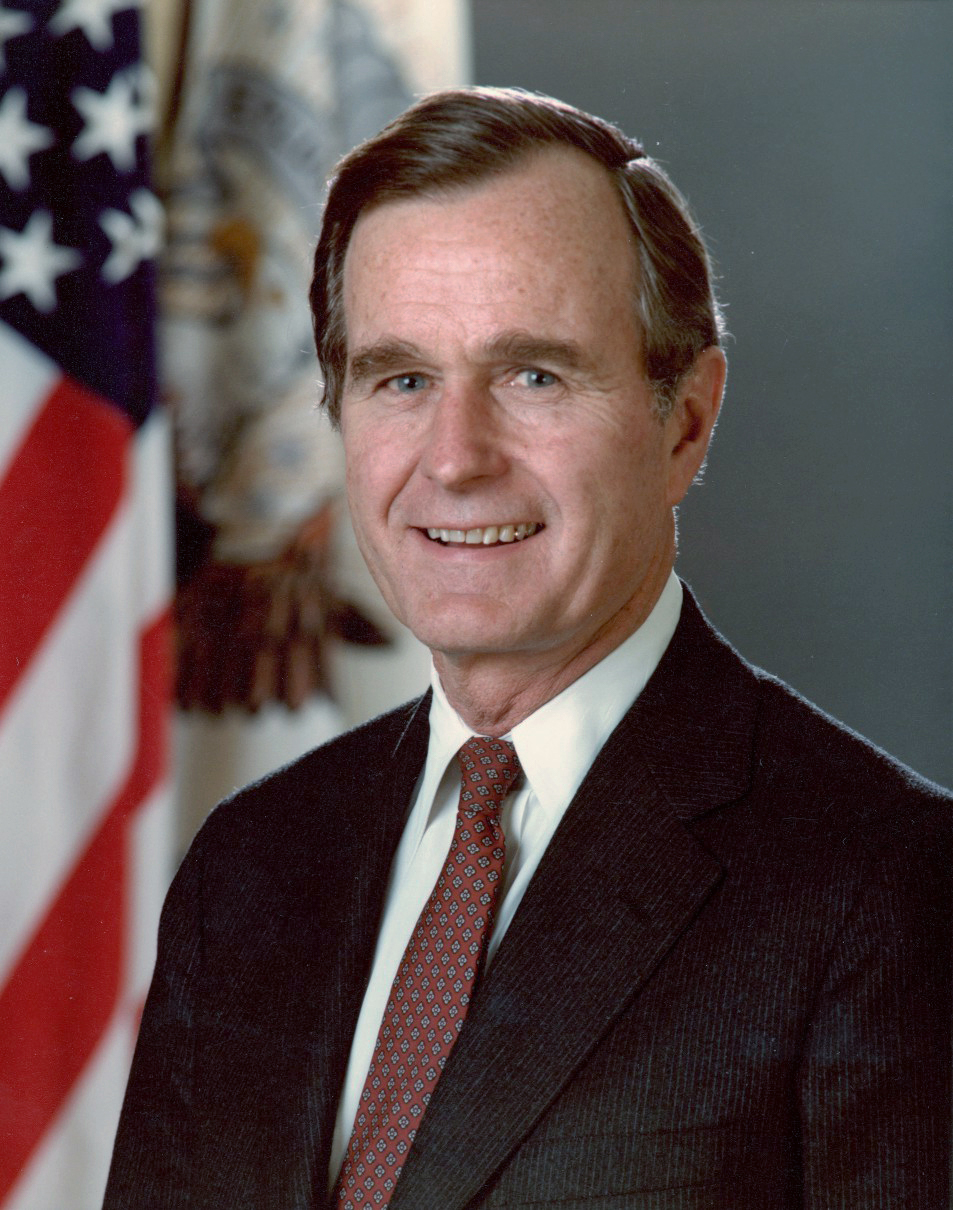
副總統：乔治·赫伯特·沃克·布什
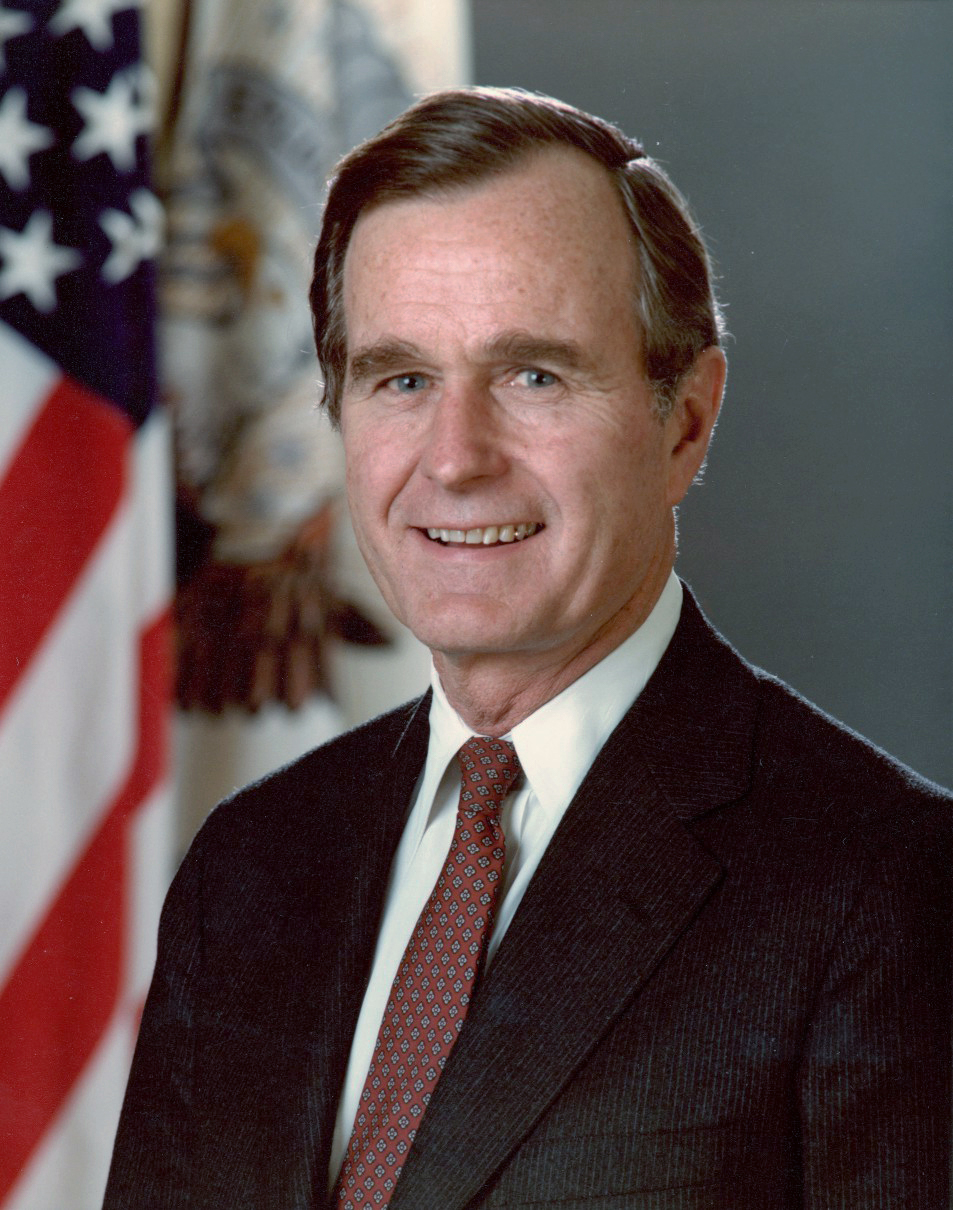
參議院議長：喬治·赫伯特·華克·布希（副總統兼任）
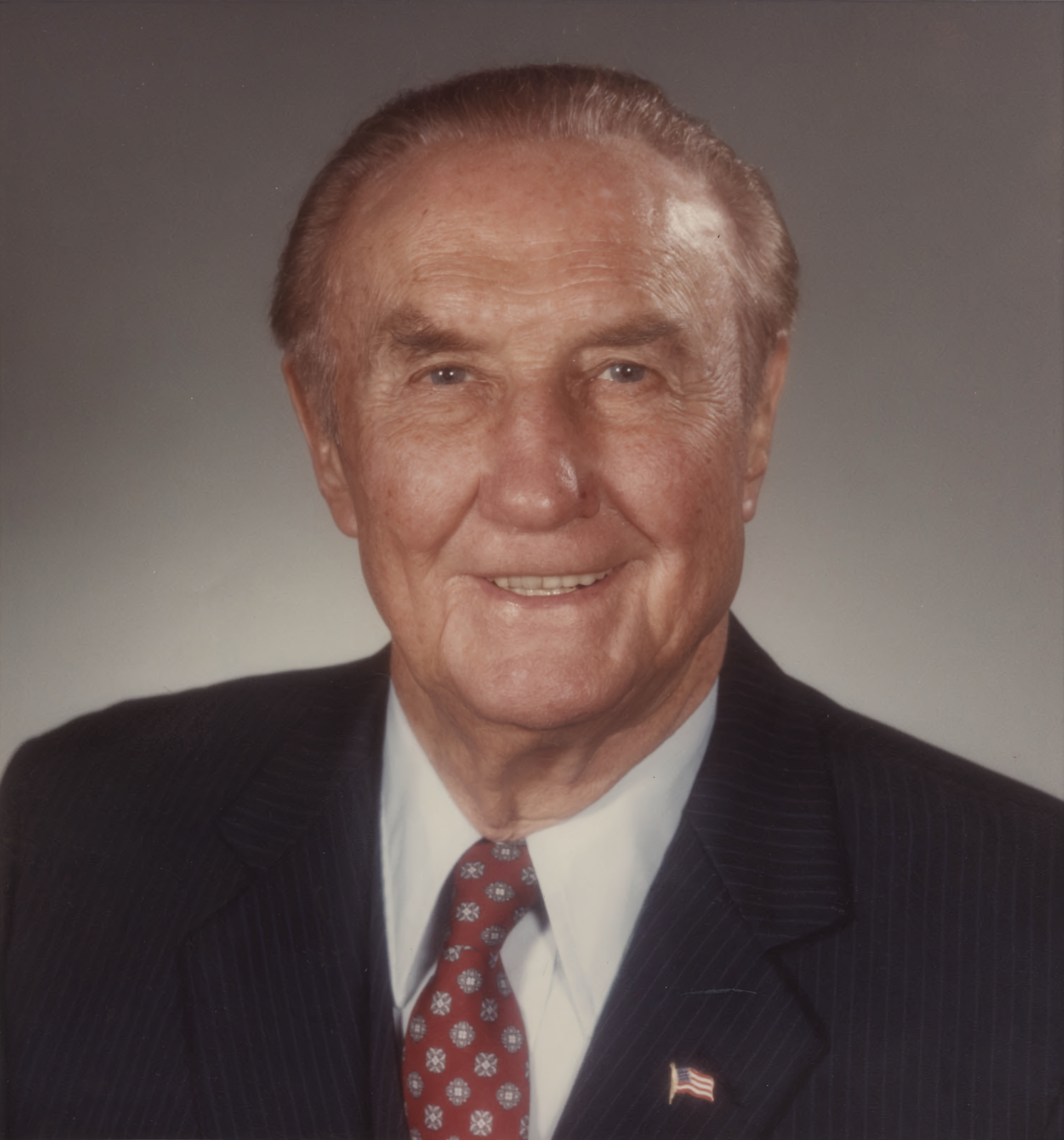
參議院臨時議長：斯特罗姆·瑟蒙德
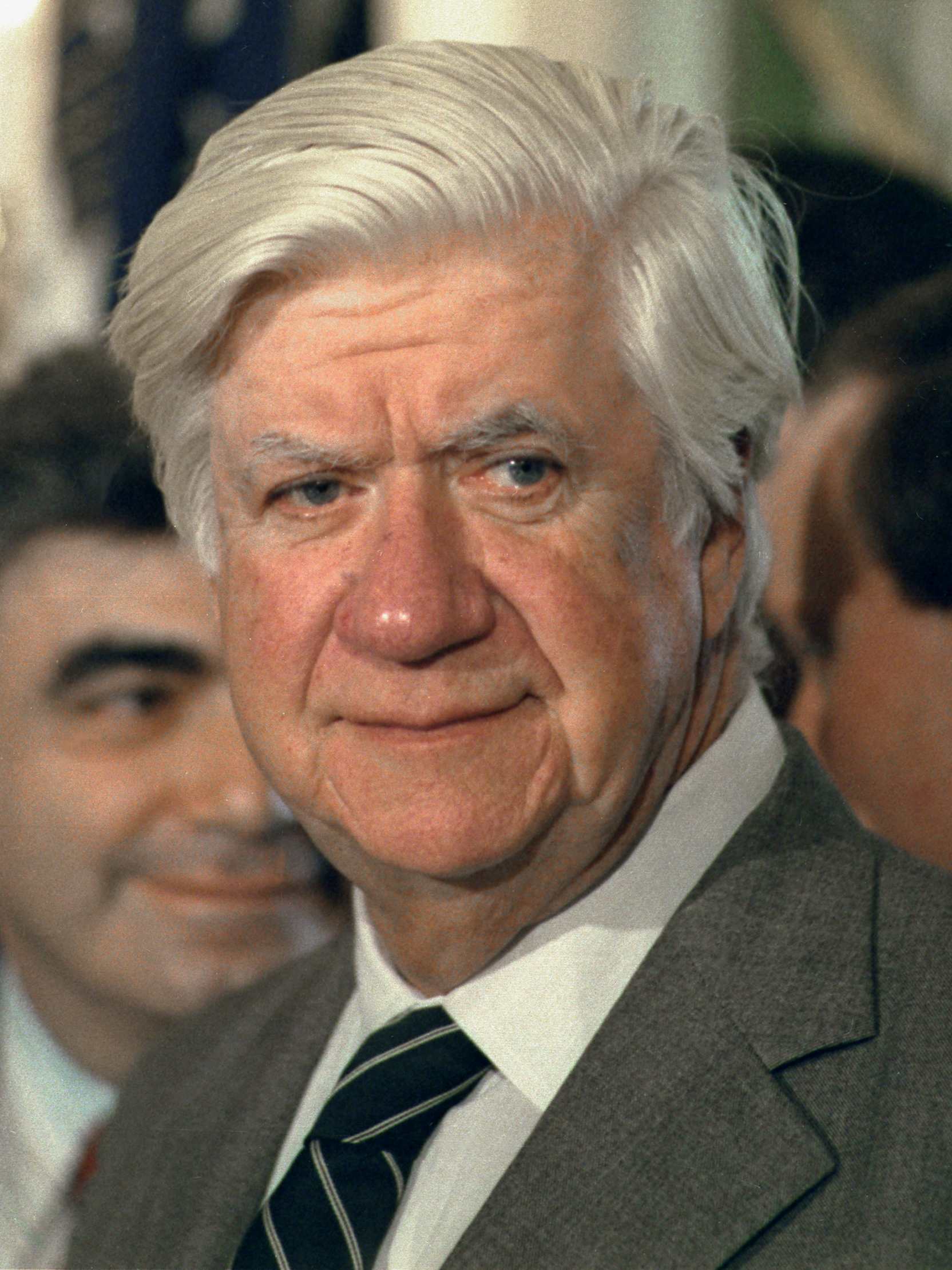
眾議院議長：提普·奥尼尔
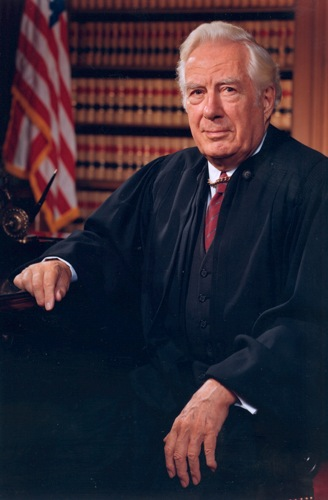
首席大法官：沃伦·厄尔·伯格

### 成員變動

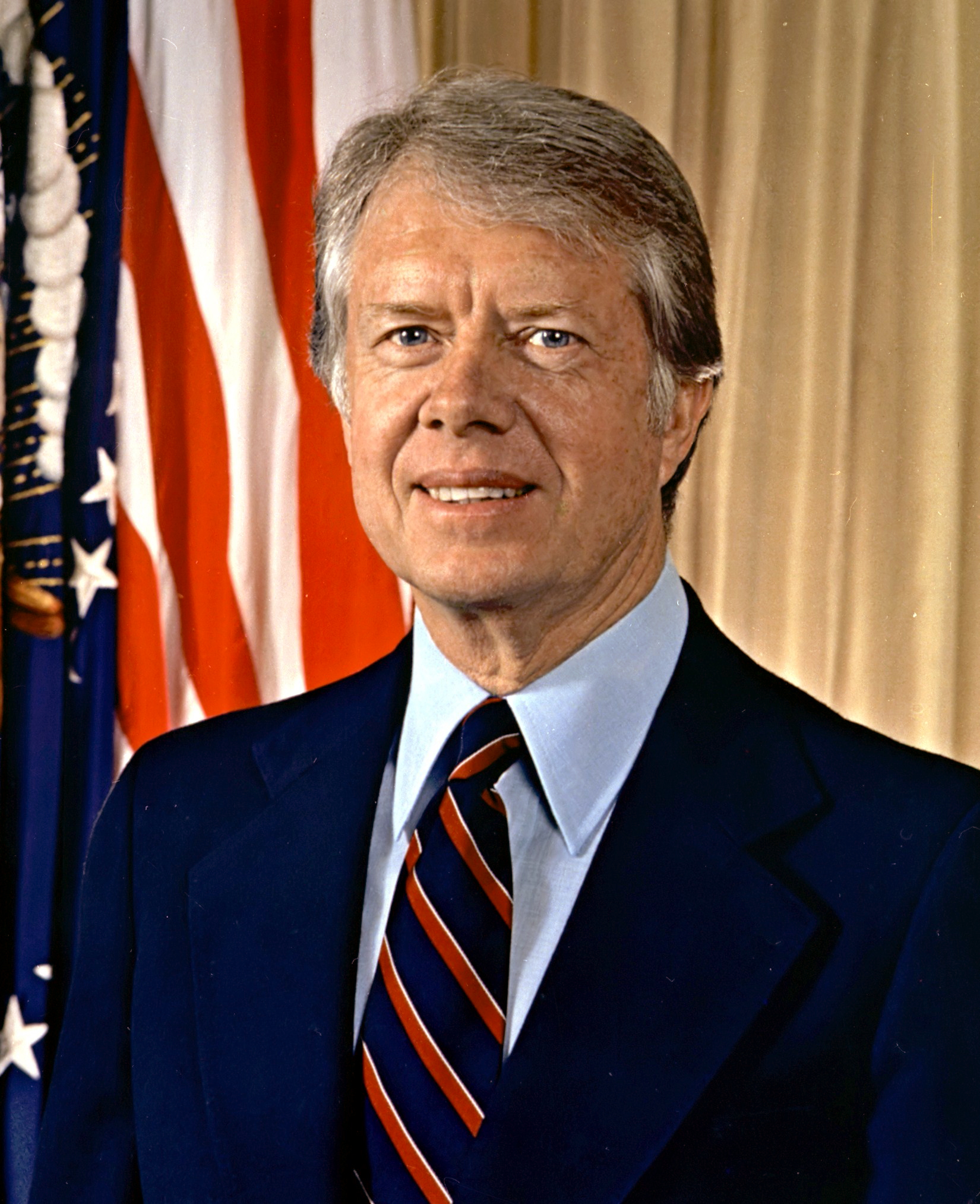
總統：吉米·卡特（任期屆滿）
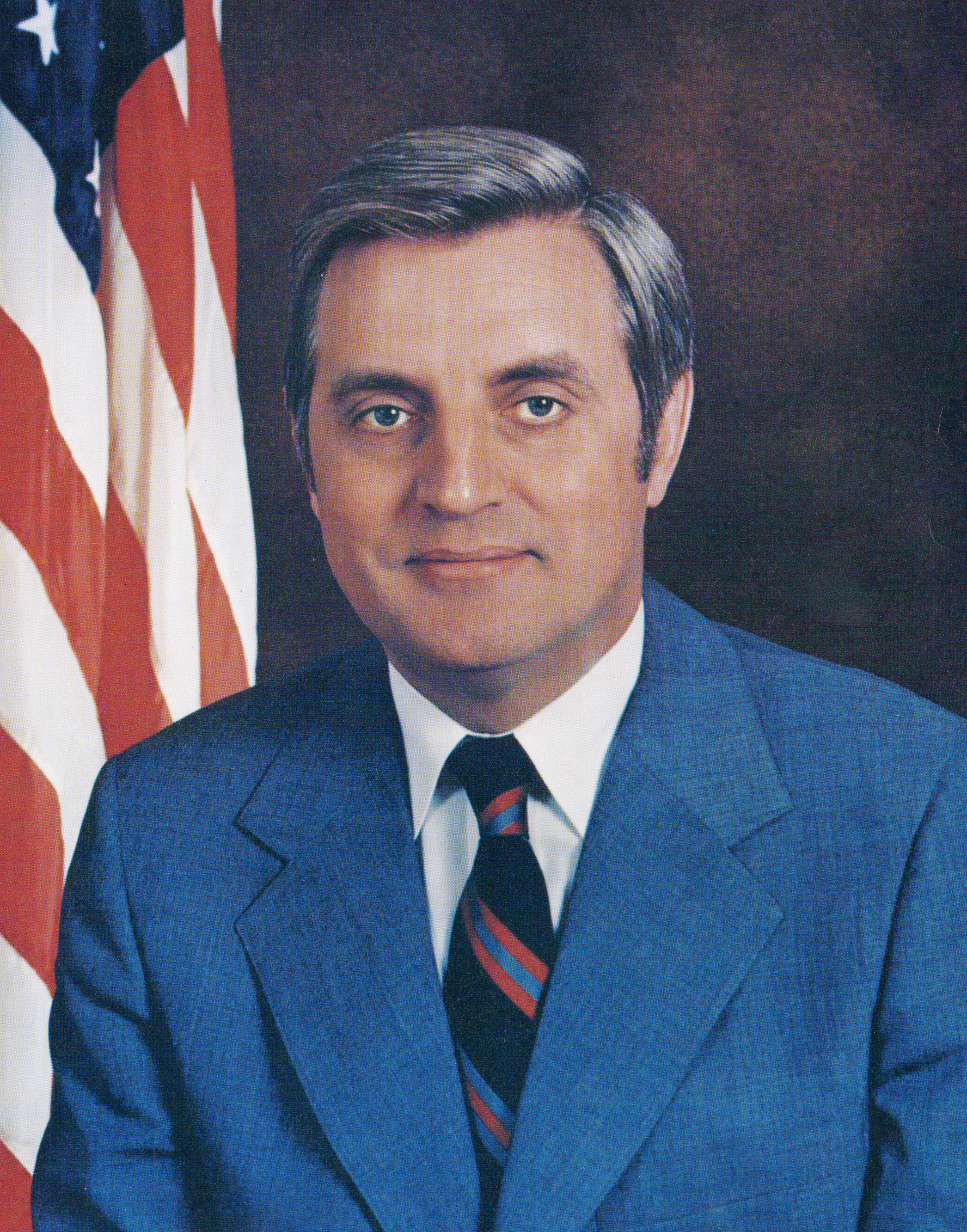
副總統：沃尔特·蒙代尔（任期屆滿）
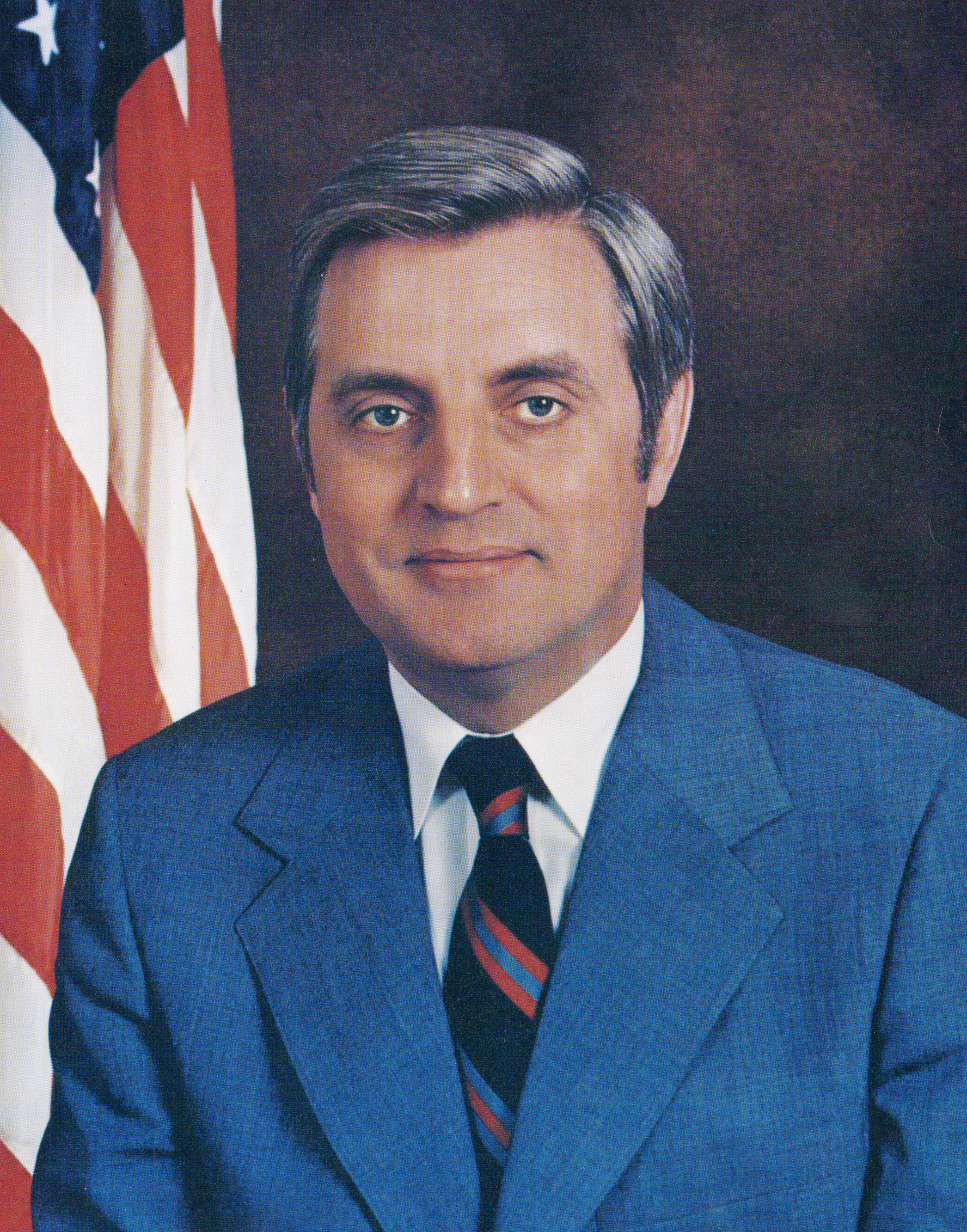
參議院議長：華特·孟岱爾（任期屆滿）
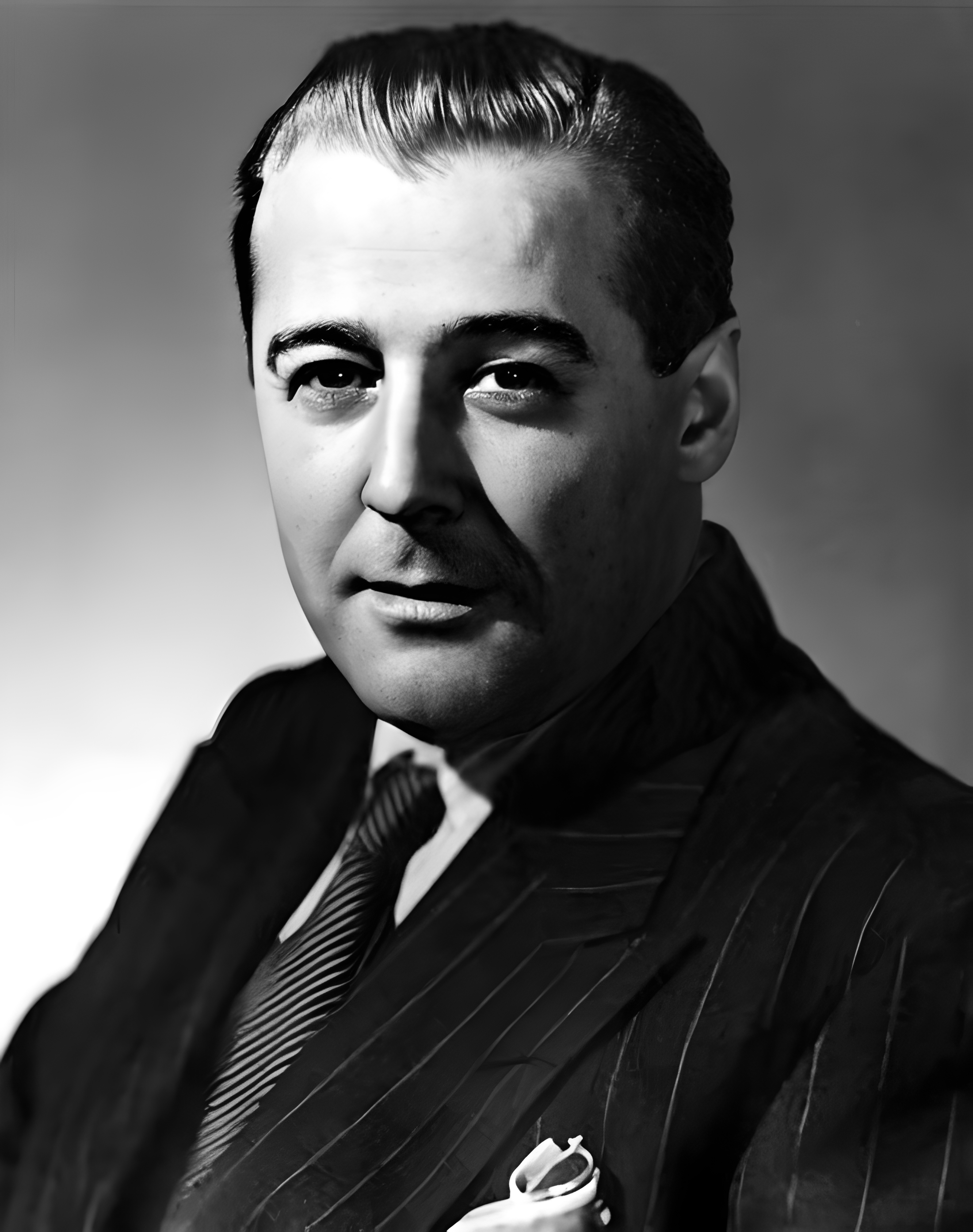
參議院臨時議長：沃倫·麥格努森（任期屆滿）

## 大事記

### 1月
- 1月20日——伊朗人質危機解決。

### 3月
- 3月30日——列根被行刺，CNN率先在電視上長達48小時之久報導雷根遇刺案。CNN報導上的專業度、縝密度勝過美國三大電視網引起轟動。

### 4月
- 4月12日——美国发射了第一架可重复使用的航天飞机“哥伦比亚”号。

### 6月
- 6月28日——F-117首次实验升空，从此进入隐形飞机的编年史。

### 7月
- 7月13日——美國實行401k退休福利計畫。
- 7月23日——第一届世界运动会在美国圣克拉拉举行。